# Attainville
Attainville egy község Franciaországban. Lakosainak száma 1834 fő (2022. január 1.).

## Földrajza
Attainville Villaines-sous-Bois, Ézanville, Moisselles, Baillet-en-France, Maffliers, Le Mesnil-Aubry, Montsoult és Villiers-le-Sec községekkel határos.

## Népessége
| Lakosok száma | 1783 | 1759 | 1738 | 1702 | 1693 | 1691 | 1695 | 1765 | 1834 |
|               | 2013 | 2015 | 2016 | 2017 | 2018 | 2019 | 2020 | 2021 | 2022 |